# Luisetaines
Luisetaines és un municipi francès, situat al departament de Sena i Marne i a la regió de Illa de França. L'any 2007 tenia 220 habitants.
Forma part del cantó de Provins, del districte de Provins i de la Comunitat de comunes Bassée-Montois.

## Demografia

### Població
El 2007 la població de fet de Luisetaines era de 220 persones. Hi havia 86 famílies, de les quals 24 eren unipersonals (16 homes vivint sols i 8 dones vivint soles), 31 parelles sense fills, 23 parelles amb fills i 8 famílies monoparentals amb fills.
La població ha evolucionat segons el següent gràfic:
Habitants censats

### Habitatges
El 2007 hi havia 104 habitatges, 87 eren l'habitatge principal de la família, 15 eren segones residències i 2 estaven desocupats. 100 eren cases i 2 eren apartaments. Dels 87 habitatges principals, 74 estaven ocupats pels seus propietaris, 11 estaven llogats i ocupats pels llogaters i 2 estaven cedits a títol gratuït; 4 tenien dues cambres, 21 en tenien tres, 17 en tenien quatre i 45 en tenien cinc o més. 62 habitatges disposaven pel capbaix d'una plaça de pàrquing. A 40 habitatges hi havia un automòbil i a 39 n'hi havia dos o més.

### Piràmide de població
La piràmide de població per edats i sexe el 2009 era:
| Homes | Edats   | Dones |
| ----- | ------- | ----- |
| 0     | 95 o +  | 0     |
| 0     | 90 a 94 | 0     |
| 0     | 85 a 89 | 4     |
| 0     | 80 a 84 | 4     |
| 8     | 75 a 79 | 0     |
| 4     | 70 a 74 | 4     |
| 0     | 65 a 69 | 0     |
| 8     | 60 a 64 | 8     |
| 4     | 55 a 59 | 0     |
| 16    | 50 a 54 | 24    |
| 8     | 45 a 49 | 12    |
| 8     | 40 a 44 | 4     |
| 4     | 35 a 39 | 12    |
| 4     | 30 a 34 | 4     |
| 12    | 25 a 29 | 8     |
| 4     | 20 a 24 | 8     |
| 24    | 15 a 19 | 12    |
| 0     | 10 a 14 | 8     |
| 12    | 5 a 9   | 0     |
| 12    | 0 a 4   | 4     |

## Economia
El 2007 la població en edat de treballar era de 134 persones, 96 eren actives i 38 eren inactives. De les 96 persones actives 88 estaven ocupades (47 homes i 41 dones) i 8 estaven aturades (4 homes i 4 dones). De les 38 persones inactives 11 estaven jubilades, 11 estaven estudiant i 16 estaven classificades com a «altres inactius».

### Ingressos
El 2009 a Luisetaines hi havia 86 unitats fiscals que integraven 226 persones, la mediana anual d'ingressos fiscals per persona era de 18.062,5 €.

### Activitats econòmiques
Dels 13 establiments que hi havia el 2007, 3 eren d'empreses de construcció, 1 d'una empresa de comerç i reparació d'automòbils, 2 d'empreses de transport, 1 d'una empresa d'hostatgeria i restauració, 1 d'una empresa d'informació i comunicació, 4 d'empreses de serveis i 1 d'una entitat de l'administració pública.
Dels 4 establiments de servei als particulars que hi havia el 2009, 1 era un paleta, 2 fusteries i 1 restaurant.
L'any 2000 a Luisetaines hi havia 4 explotacions agrícoles.

## Equipaments sanitaris i escolars
El 2009 hi havia una escola elemental integrada dins d'un grup escolar amb les comunes properes formant una escola dispersa.

## Poblacions més properes
El següent diagrama mostra les poblacions més properes.